# Какинский этрап
Какинский этрап (Каахкинский этрап, туркм. Kaka etraby) — этрап в Ахалском велаяте Туркменистана. Административный центр — город Кака.

## История
Образован в январе 1925 года как Гинсбургский район Полторацкого округа Туркменской ССР с центром в посёлке городского типа Гинсбург. В августе 1926 года был упразднён Полторацкий округ, и Гинсбургский район перешёл в прямое подчинение Туркменской ССР.
В январе 1927 года Гинсбургский район был переименован в Каахкинский район, а его административный центр — в Каахка. В ноябре 1939 года Каахкинский район отошёл к новообразованной Ашхабадской области.
В мае 1959 года Ашхабадская область была упразднена, и район вновь перешёл в прямое подчинение Туркменской ССР. В январе 1963 года Каахкинский район был упразднён, но уже в декабре того же года восстановлен.
В декабре 1970 года вновь была создана Марыйская область, в состав которой вошёл Каахкинский район. В декабре 1973 года район был передан в воссозданную Ашхабадскую область.
В 1988 году Ашхабадская область вновь была упразднена, и район перешёл в прямое подчинение Туркменской ССР. 14 декабря 1992 года Каахкинский район был переименован в Какинский этрап и вошёл в состав Ахалского велаята.
5 января 2018 года в связи с упразднением Парламентом Туркменистана существовавшего на территории Ахалского велаята Алтын-Асырского этрапа, входившие в его состав генгешлики Мяне и Чяче были переданы в Какинский этрап.
Этим же постановлением был изменён статус административного центра Какинского этрапа — города Кака с города с правами этрапа на город в составе этрапа.

## Археология
В 4 км южнее посёлка Душак и в 175 км к северо-востоку от Ашхабада находится археологический памятник бронзового века язской культуры Улуг-депе площадью 26 га.
Он входит в систему крупных поселений древних земледельцев предгорной полосы Копетдага вместе с Кара-депе, Намазга-депе, Алтын-депе и Йылгынлы-депе.
Наиболее ранние слои Улуг-депе относятся к периоду развитого энеолита. Для изучения роли миграций в переходе бронзовый век/железный век на юге Средней Азии была исследована митохондриальная ДНК из 17 скелетов, выкопанных в Улуг-депе.
Определённые митохондриальные гаплогруппы оказались близки к таковым в современных западно-евразийских популяциях.